# Joseph Iléo
Joseph Iléo (Leopoldstad, 15 september 1921 - Brussel, 19 september 1994), later gezairianiseerd als Sombo Amba Iléo, was een Congolese politicus en diende als premier van de Republiek Congo gedurende twee periodes.

## Biografie
Iléo werd in de jaren 50 actief binnen de Congolese nationalistische beweging. In 1955 werd hij lid van de Jeunesses Ouvrieres Chrétiennes en de Centre d'Etudes et de Recherches Sociales. Beide organisaties waren officieel "studiegroepen", doch in werkelijkheid nationalistische bewegingen. Daarnaast was Iléo hoofdredacteur van het maandblad Conscience Africaine. In juli 1956 publiceerde hij een manifest waarin hij emancipatie van de Congolezen eiste en onafhankelijkheid van het land binnen 30 jaar. 

### Politieke Carrière
In 1958 was hij medeoprichter van de Mouvement National Congolais (MNC). Samen met Cyrille Adoula, Patrice Lumumba en Albert Kalonji domineerde Iléo de partij.

### Onafhankelijkheid van Congo
In juli 1960 was Congo een onafhankelijke republiek geworden met Joseph Kasavubu van de Abako als president en Patrice Lumumba van de MNC als premier. Iléo was tot voorzitter van de Senaat gekozen. Vrijwel direct nadat het land de onafhankelijkheid had verworven braken er onlusten uit. President Kasavubu vond dat Lumumba verantwoordelijk was voor de onlusten en ontsloeg hem op 5 september 1960. Iléo werd daarop door Kasavubu gelast om een nieuwe regering te vormen. Lumumba was het met de gang van zaken niet eens en zette op zijn beurt het staatshoofd af. Op 7 september 1960 verscheen hij in het parlement dat zijn ontslag weer ongedaan maakte.

#### Staatsgreep
Op 14 september 1960 greep Joseph-Désiré Mobutu voor de eerste keer de macht. Kolonel Mobutu gaf de politici de schuld van de chaotische toestand en hij gaf opdracht tot de vorming van een Raad van Commissarissen. Deze Raad zou de orde in het land herstellen. Op 20 september werd Iléo uit zijn ambt ontheven en vervangen door Albert Ndele, die voorzitter van de Raad van Commissarissen was. Aan deze toestand kwam in februari 1961 een einde, toen Mobutu en het leger zich weer uit de politiek terugtrokken (echter niet voor lang) en Jospeh Iléo opnieuw premier werd. Iléo bleef premier tot 2 augustus 1961.

#### Conferentie van Tananarive
In maart 1961, tijdens een rondetafelconferentie in Tananarive, op Madagaskar, kwamen premier Iléo, de president van Zuid-Kasaï, Albert Kalonji en de president van Katanga, Moïse Tsjombe, de vorming van een Congolese statenbond overeen die de centralistische republiek zou moeten vervangen. Deze plannen werden niet gesteund door de lumumbistische beweging onder leiding van Antoine Gizenga, de tegenpremier in Stanleystad, die niet eens was uitgenodigd voor de besprekingen. President Kasavubu en premier Iléo besloten daarop om nauw met de VN samen te gaan werken. Op 24 april 1961 begon er een nieuwe rondetafelconferentie om de besluiten van Tananarive uit te werken. Tshombe, verbolgen over de samenwerking tussen Kasavubu en de VN, verliet echter de conferentie (hij werd daarna enige tijd gevangengenomen). Om verzoening met Gizenga mogelijk te maken trad Iléo op 2 augustus terug als minister-president en werd vervangen door Cyrille Adoula, die niet bekendstond als anti-Lumumba. Gizenga verkreeg daarop de post van vicepremier in de centrale regering. Eind augustus 1961 werd de afscheiding van Katanga door middel van verschillende militaire operaties ongedaan gemaakt.

## Bron
- Onze Jaren, dl. 3 1975 (red. John Bakkenhoven, Joep Büttinghausen e.a.)
- Winkler Prins Jaarboeken 1960 en 1961 (red. Winkler Prins)

Patrice Lumumba · 
Joseph Iléo ·  
Justin Bomboko · 
Antoine Gizenga · 
Cyrille Adoula · 
Moïse Tshombe ·
Évariste Kimba ·
Léonard Mulamba
Afscheidingscrisis:
Katanga · Zuid-Kasaï · Invasie van Zuid-Kasaï
Belangrijkste operaties/gevechten: Force Publique-muiterijen · Congo-Stanleystad · ONUC · Operatie Rum Punch · Niemba hinderlaag · Slag om Kabalo · Slag bij Jadotstad · Operatie Unokat · Aanval op Kamp Massart · Operatie Grandslam · Kindu Bloedbad · Incident bij Port Francqui · Kanyarwanda-oorlog · Kwilu-opstand · Simba-opstand · Operaties Rode en Zwarte Draak · Operatie White Giant · Operatie Violettes Imperiales · Operatie Zuid · Operatie Banzi
Andere belangrijke gebeurtenissen:
Ontbinding van de Lumumba-regering · Moord op Lumumba · Overlijden van Dag Hammarskjöld